# Jerónimo Saavedra Acevedo

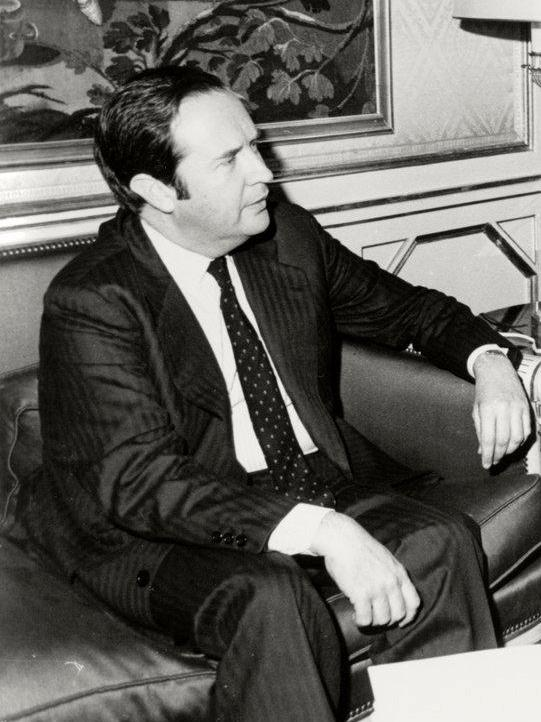
Jerónimo Saavedra (1983)

Jerónimo Saavedra Acevedo (* 3. Juli 1936 in Las Palmas de Gran Canaria; † 21. November 2023) war ein spanischer Politiker. Zwischen 1983 und 1987 sowie von 1991 bis 1993 war er Präsident der Kanarischen Inseln, einer Autonomen Gemeinschaft Spaniens.
1972 trat er der sozialistischen Arbeiterpartei Spaniens, der PSOE, sowie der spanischen Gewerkschaft Unión General de Trabajadores (UGT) bei. Saavedra war 1995 und 1996 Minister für Bildung und Wissenschaft in der Zentralregierung in Madrid. 1996 und von 1999 bis 2003 war er Senator im Cortes Generales. 2006 wurde er Spitzenkandidat für das Bürgermeisteramt von Las Palmas de Gran Canaria, in das er bei den Gemeindewahlen 2007 gewählt wurde.
Seit 2000 lebte Acevedo offen homosexuell.